# Большая Запорная (приток Лысьвы)
Большая Запорная (Запорная) — река в Лысьвенском муниципальном округе Пермского края, приток Лысьвы. Истоки в лесах приблизительно в 13 км юго-западнее города Лысьва. Основное направление течения на северо-восток. Принимает ряд небольших притоков: Мыльниковка, Кулебяки, Талая, Невидимка. Впадает в Лысьву (в южную часть Лысьвенского пруда) слева в 45 км от её устья. Длина реки 17 км. Низовья реки представляют собой один из рукавов пруда, отделённый от основной акватории дамбой, по которой проходит железная дорога.

## Данные водного реестра
По данным государственного водного реестра России, река относится к Камскому бассейновому округу, бассейн реки Кама, подбассейн — Кама до Куйбышевского водохранилища (без бассейнов рек Белой и Вятки), водохозяйственный участок реки — Чусовая от в/п пгт. Кын до устья. Код объекта в государственном водном реестре — 10010100712111100011986.